# Baie de la Raša
La baie de la Raša, en croate Raški zaljev, est une ria de Croatie située sur la côte orientale de l'Istrie. Elle constitue l'estuaire de la Raša.